# Trafopowielacz

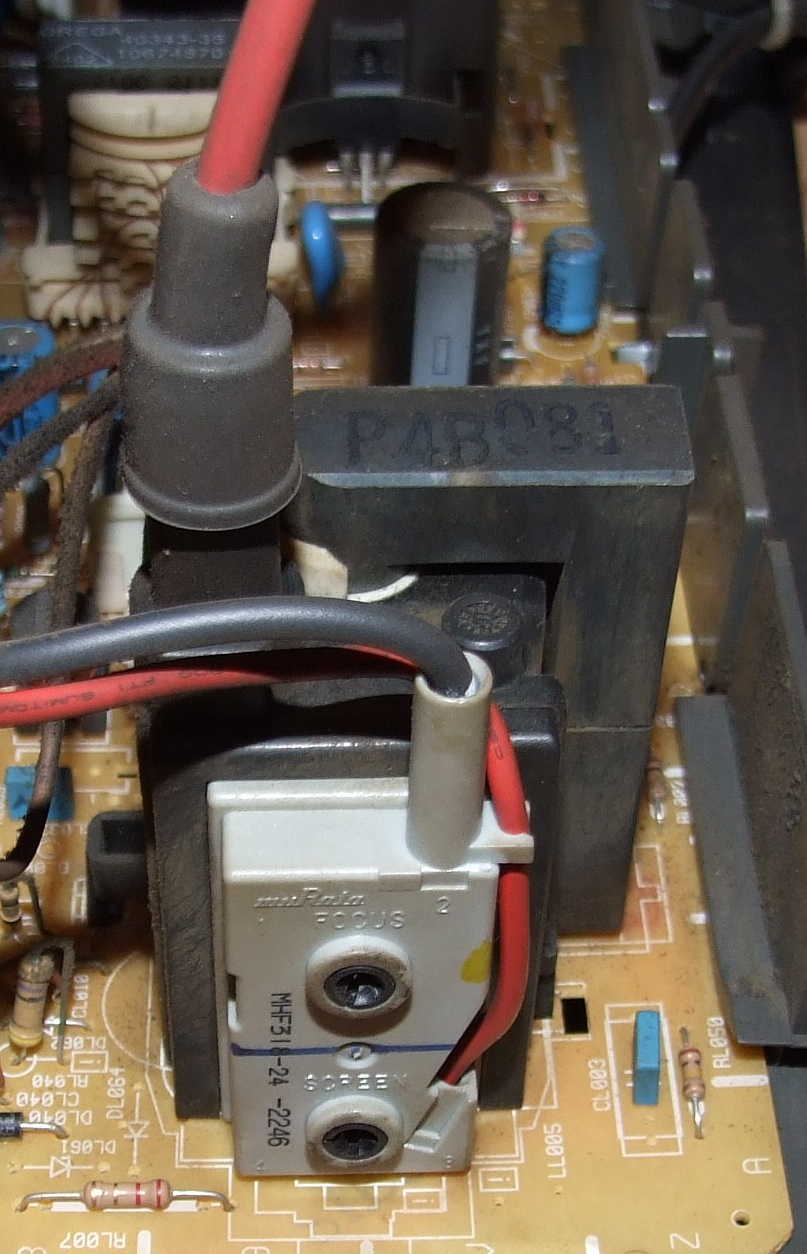
Trafopowielacz

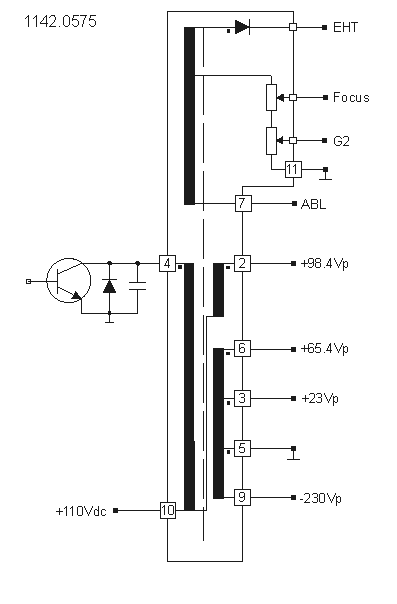
Schemat trafopowielacza ELDOR

Trafopowielacz – element elektroniczny występujący w elektronicznych urządzeniach domowego użytku, przemysłowych oraz specjalistycznych zawierających kineskop elektronowy: w telewizorach, monitorach komputerowych i telewizyjnych, projektorach telewizyjnych, kamerach wideo starszego typu z wizjerami monochromatycznymi. 
Jest to hybrydowe połączenie wcześniej stosowanych elementów: transformatora wysokiego napięcia („trafo”) oraz powielacza napięcia. Trafopowielacz spełnia funkcje obu wymienionych elementów. Jego głównym zadaniem jest dostarczenie napięcia odchylania poziomego o częstotliwości 15625 do około 100000 Hz do cewek odchylających oraz napięcia anodowego oznaczanego jako EHT (ang. extra high tension – bardzo wysokie napięcie), ostrości (ang. focus) i jaskrawości (siatka 2, ang. screen) do lampy kineskopowej. Często wytwarzane są dodatkowo napięcia pomocnicze: zasilanie układu odchylania pionowego (+25 do +70 V), zasilanie wzmacniaczy wizji (około 180 do 200 V) oraz napięcie przemienne (potocznie zmienne) żarzenia kineskopu zazwyczaj o wartości 6,3 V. Jednym z ważniejszych wyjść trafopowielacza jest ABL – wyjście pomiaru prądu kineskopu służące do pomiaru jaskrawości i testowania prawidłowej pracy kineskopu (zbyt duży prąd może oznaczać zwarcie kineskopu, za mały – utratę emisji kineskopu). Napięcie anodowe jest za pomocą transformatora i układu powielacza zwiększane do wartości około 25 do 31 kV.
Główne elementy trafopowielacza: rdzeń ferrytowy, karkas – korpus cewki, uzwojenia, prostownik zazwyczaj jednopołówkowy do wysokiego napięcia, bleder – regulator napięcia ostrości i jaskrawości składający się z zestawu rezystorów i dwóch potencjometrów oraz obudowy szczelnie zalanych żywicą epoksydową.